# 汜水站
汜水站是一个陇海线上的铁路车站，位于河南省荥阳市汜水镇，建于1907年，目前为四等站，邮政编码为450141。目前客运：办理旅客乘降；不办理行李、包裹托运；货运：办理整车货物发到。